# Wijbosch
Wijbosch (Brabants: Wèppus) is een kerkdorp in de gemeente Meierijstad, gelegen in de Meierij van 's-Hertogenbosch. Het ligt aan de weg van Schijndel naar Veghel. Vlak bij het kerkdorp bevindt zich een natuurgebied van Staatsbosbeheer: Het Wijboschbroek. Op 1 januari 2023 telde Wijbosch 1.840 inwoners, op een oppervlakte van 9,07 km².

## Geschiedenis
In 2010 had de kern Wijbosch 1.175 inwoners. Het omringende buitengebied Broekkant (voorheen Noordoost genaamd) meegerekend, had het 1.530 inwoners datzelfde jaar.
Tot 31 december 2016 was het dorp onderdeel van de gemeente Schijndel en die gemeente ging op 1 januari 2017 op in de fusiegemeente Meierijstad.

## Algemeen
Wijbosch is ontstaan vanuit een middeleeuwse kern die gelegen was op een overgang van hoog en droog naar laag en drassig. Tegenwoordig ligt het kerkdorp niet ver van Schijndel en ten zuiden ervan ligt een uitgestrekt bedrijventerrein.
Het dorp heeft veel groen, maar er zijn weinig voorzieningen. Aan de Wijbosscheweg staat een langgevelboerderij die nog het jaartal 1826 draagt maar die sterk is gerenoveerd. Op het plantsoen voor de kerk bevindt zich een beeldje van de Vier Heemskinderen.

## Kerkelijke geschiedenis
Van omstreeks 1428 tot 1850 heeft in Wijbosch een kapel van Sint-Antonius Abt bestaan waarin ook wel missen werden opgedragen door een rector. Dit was een eenbeukig gebouwtje met aan de oost- en westzijde een trapgevel. In 1648 werd het buiten gebruik genomen en is een tijd als woning gebruikt. In de Napoleontische tijd kwam de kapel weer aan de katholieken. In 1836 waaide het torentje van het dak en in 1850 werd de kapel gesloopt, nadat de restanten ervan aan de gemeente waren verkocht.
De parochie van Wijbosch bestaat sinds 1884 en werd gesticht vanuit de Sint-Servatiusparochie te Schijndel. Ze kreeg toen een driebeukige neogotische kruiskerk. De architect van de toenmalige Sint-Servatiuskerk was Herman Bekkers. Voordien kerkte de Wijbossche bevolking te Schijndel. De kerk van Wijbosch werd tijdens de Tweede Wereldoorlog in 1944 verwoest, en in 1952 kwam de huidige kerk gereed. De klokken waren door de bezetters geroofd inclusief het Antoniusklokje dat eens in de kapel heeft gehangen.
De architect van de nieuwe Sint-Servatiuskerk was Johannes van Halteren. De kerk heeft een vorm van een kruis, een klokkentoren ontbreekt. Het is een bakstenen kerk die tot op zekere hoogte neo-romaans is.
In 1986 werd een nieuwe Sint-Antoniuskapel gebouwd tegenover de plaats waar de oude kapel eens stond.
In Wijbosch bevindt zich ook een Joodse begraafplaats.

## Verpleeghuis Sint-Barbara
In Wijbosch bestaat een groot verzorgingscomplex dat is voortgekomen uit het Barbaraklooster. Dit is gesticht in 1894 en werd bewoond door de Zusters van Liefde van Schijndel.
Het klooster moest op 27 september 1944 op last van de bezetter worden verlaten. Er woonden toen 86 zusters. Nadat de Duitsers er de nodige vernielingen hadden aangericht werd het totaal verwoest door het bombardement van 17 oktober 1944.
Na de Tweede Wereldoorlog werd een nieuw klooster gebouwd op een andere locatie. Uiteindelijk kwam hier een verpleeghuis voor religieuzen uit voort dat vanaf 1997 ook burgers ging opnemen en deze zullen uiteindelijk de plaats van de religieuzen innemen.

## Sport in Wijbosch
Wijbosch beschikt over een aantal sportverenigingen, waaronder voetbalclub WEC, korfbalclub VMS '21 en trimclub Loopgroep Wijbosch.

## Geboren in Wijbosch
- Piet den Blanken (1951-2022), fotograaf en fotojournalist

Woonplaatsen: Erp · Schijndel · Sint-Oedenrode · Veghel

Dorpen: Boerdonk · Boskant · Eerde · Keldonk · Mariaheide · Nijnsel · Olland · Wijbosch · Zijtaart

Bedrijventerreinen: De Amert · De Dubbelen · Doornhoek · Oude Haven      Havengebied: Veghel-Haven

Buurtschappen: Achterste Hermalen · Beukelaar · Bolst · Borne · Bus · De Bus (Schijndel) · De Bus (Sint-Oedenrode) ·  De Haag · Dijk · Dorshout · Driehuizen · Eerschot · Elde · Everse · Ham · Havelt · Hazelberg · Hermalen · Het Schoor · Heuvel · Heuvelberg · Hoek · Hoeves · Hoogebiezen · Houterd · Hurkske · Jekschot · Kapeleind · De Kempkens · Kilsdonk · Koevering · Kraanmeer · Kremselen · Lagebiezen · De Laren · Lieseind · Looieind · Meijldoorn · Middegaal · Morsche Hoef · Mosbulten · Oetelaar · Rijkerbeek · Vernhout · Zondveld · Zwijnsbergen

Noord-Brabant: Steden en dorpen      Nederland: Provincies · Gemeenten